# Alfred Holder

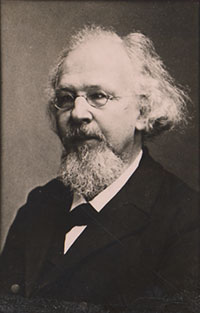
Alfred Theophil Holder

Alfred Theophil Holder (* 3. April 1840 in Wien; † 12. Januar 1916 in Karlsruhe) war ein deutscher Bibliothekar, Handschriftenforscher und Philologe.

## Leben
Alfred Holder, Sohn des Miniaturmalers Gottlieb Holder (1806–1845), studierte von 1858 bis 1862 in Bonn und Heidelberg klassische und germanische Philologie. Während seines Studiums wurde er 1860 Mitglied der Burschenschaft Alemannia Bonn und später der Burschenschaft Frankonia Heidelberg. Nach seinem Studium unternahm er eine längere Reise zu Bibliotheksstudien nach Paris. Er trat 1863 in den Schuldienst ein und lehrte in Rastatt, in den Niederlanden und in Ladenburg. Ab 1867 arbeitete er an der Großherzoglich Badischen Hof- und Landesbibliothek in Karlsruhe. Dort wurde er 1870 Bibliothekar, 1904 Oberbibliothekar und Vorstand der Handschriftenabteilung, von 1911 bis zu seinem Tode war er Direktor der Bibliothek. 1869 erhielt er die Doktorwürde von der Universität Freiburg verliehen.
Holders Schwerpunkt lag eher auf den wissenschaftlichen als auf den administrativen Aufgaben. Er hat sich als Philologe und Paläograph vor allem um die Erforschung, Verzeichnung und Edition der Handschriften verdient gemacht. Seit 1906 nahm die Badische Landesbibliothek unter seiner Leitung am überregionalen Leihverkehr teil.
Holder verband die Arbeit des Handschriftenbibliothekars mit der Edition von antiken und mittelalterlichen Texten. Seinen Textausgaben liegen intensive Untersuchungen zur Überlieferungsgeschichte und teilweise neue Handschriftenfunde zugrunde. So edierte er Horaz (1869, mit Otto Keller) und die Scholien des Pomponius Porphyrio zu Horaz (1894), Tacitus’ Germania (1873, 1878), Caesars De bello Gallico (1882) und De bello civili  (1898), Herodot (1882), Avienus Carmina (1887) und Favonius Eulogius (1901).
In der von ihm begründeten Reihe Germanischer Bücherschatz gab er u. a. Tacitus’ Germania (1882), Einhards Vita Karoli imperatoris (1882), Jordanes’  De origine actibusque Getarum (1882) sowie Bedas Historia ecclesiastica (1895–1899) heraus.
Sein bedeutendstes philologisches Werk war der „Alt-celtische Sprachschatz“ (1896–1913), ein historisches Wörterbuch des Keltischen nach der antiken schriftlichen Überlieferung und den Inschriften.

## Veröffentlichungen (Auswahl)
- mit Adolf Holtzmann: Germanische Alterthümer: mit Text, Übersetzung und Erklärung von Tacitus Germania. Teubner, Leipzig 1873 (Digitalisat).
- mit Adolf Holtzmann: Deutsche Mythologie: Vorlesungen. Teubner, Leipzig 1874 (Digitalisat).
- mit Adolf Holtzmann: Die ältere Edda übersetzt und erklärt. Vorlesungen. Teubner, Leipzig 1875 (Digitalisat).
- mit Joseph Victor von Scheffel: Waltharius: lateinisches Gedicht des zehnten Jahrhunderts. Metzler, Stuttgart 1874 (Digitalisat).
- mit Otto Keller: Q. Horati Flacci opera. 2. Band, Leipzig 1869; Editio minor, Leipzig 1878.
- mit Otto Keller: Scholia antiqua in Q. Horatium Flaccum. Band 1: Pomponi Porfyrionis commentum in Hortium Flaccum. Innsbruck 1894.
- Beowulf. Mohr, Freiburg/Leipzig 1895–1897.
- Die Handschriften der Grossherzoglich Badischen Hof- und Landesbibliothek in Karlsruhe
  - Band 3: Die Durlacher und Rastatter Handschriften. Karlsruhe 1895 (Neudruck 1970, Digitalisat).
  - Band 5: Die Reichenauer Handschriften Band 1: Die Pergamenthandschriften. Karlsruhe 1906 (Neudruck 1970, Digitalisat)
  - Band 6: Die Reichenauer Handschriften Band 2: Die Papierhandschriften. Fragmenta. Nachträge. Karlsruhe 1914 (Neudruck 1971, Digitalisat).
  - Band 7: Die Reichenauer Handschriften Band 3: Register zum 1. und 2. Band. Grundstock der Bibliothek. Die alten Kataloge. Zeugnisse zur Bibliotheksgeschichte. Register. Karlsruhe 1918.
- Alt-celtischer Sprachschatz. 3 Bände. Teubner, Leipzig, Bd. 1: A–H, 1896, Bd. 2: I–T, 1904, Bd. 3: U–Z, 1913 (Digitalisat von Bd.1, Digitalisat von Bd. 2).